# Erik Christian Hartvig Rosenørn-Lehn
Erik Christian Hartvig lensbaron Rosenørn-Lehn (født 26. maj 1825 på Orebygård, død 5. oktober 1904 på Hvidkilde) var en dansk godsejer og officer.
Han var søn af oberst, kammerherre Henrik Christian baron Rosenørn-Lehn (1782-1847) og Christiane Henriette von Barner (1788-1860). Rosenørn-Lehn blev under Treårskrigen 1848 sekondløjtnant i infanteriets krigsreserve (3. forst.-bataljon), samme år forsat til linjen (5. bataljon, 1856 som ordonnansofficer ved 3. Generalkommando à la suite, blev samme år karakteriseret premierløjtnant og fik 1857 afsked. Samme år blev han 19. marts Ridder af Dannebrog, 1865 hofjægermester, 1888 kammerherre og blev 1892 besidder af Baroniet Lehn efter Otto Rosenørn-Lehns død.
Han ægtede 17. maj 1856 i Ratzeburg Polyxene Adelheid Louise Elise Pechlin von Löwenbach (22. februar 1834 i København – 25. maj 1910 Svendborg). Parret fik kun døtre, og derfor gik baroniet til slægten Ahlefeldt-Laurvig, som føjede "Lehn" til navnet.
Han er begravet på Egense Kirkegård.